# Europese kampioenschappen beachvolleybal 2024 (mannen)
Het mannentoernooi van de Europese kampioenschappen beachvolleybal 2024 in Nederland vond plaats van 14 tot en met 18 augustus. Het Letse duo Mārtiņš Pļaviņš en Kristiāns Fokerots werd Europees kampioen door de Duitsers Nils Ehlers en Clemens Wickler in drie sets te verslaan. Het brons ging naar de Nederlanders Steven van de Velde en Matthew Immers die in de troostfinale in twee sets te sterk waren voor Samuele Cottafava en Paolo Nicolai uit Italië.

## Groepsfase
|  | Direct naar laatste 16 |
|  | Naar tussenronde       |

### Groep A
| # | Ploeg              | Punten | Wedstrijden | Wedstrijden | Sets | Sets | Sets  | Spelpunten | Spelpunten | Spelpunten |
| # | Ploeg              | Punten | W           | V           | W    | V    | Ratio | W          | V          | Ratio      |
| - | ------------------ | ------ | ----------- | ----------- | ---- | ---- | ----- | ---------- | ---------- | ---------- |
| 1 | Luini / Varenhorst | 6      | 3           | 0           | 6    | 1    | 6,000 | 139        | 101        | 1,376      |
| 2 | Ayé / Bassereau    | 5      | 2           | 1           | 4    | 3    | 1,333 | 126        | 126        | 1,000      |
| 3 | Popov / Reznik     | 4      | 1           | 2           | 3    | 4    | 0,750 | 128        | 136        | 0,941      |
| 4 | Seiser / Grössig   | 3      | 0           | 3           | 1    | 6    | 0,167 | 112        | 142        | 0,789      |

| Datum       |                    | Score |                    | Set 1   | Set 2   | Set 3   |
| ----------- | ------------------ | ----- | ------------------ | ------- | ------- | ------- |
| 14 augustus | Ayé / Bassereau    | 2 – 0 | Seiser / Grössig   | 21 – 11 | 21 – 19 |         |
| 14 augustus | Popov / Reznik     | 0 – 2 | Luini / Varenhorst | 18 – 21 | 11 – 21 |         |
| 15 augustus | Ayé / Bassereau    | 0 – 2 | Luini / Varenhorst | 16 – 21 | 11 – 21 |         |
| 15 augustus | Popov / Reznik     | 2 – 0 | Seiser / Grössig   | 24 – 22 | 21 – 15 |         |
| 15 augustus | Luini / Varenhorst | 2 – 1 | Seiser / Grössig   | 19 – 21 | 21 – 16 | 15 – 8  |
| 15 augustus | Ayé / Bassereau    | 2 – 1 | Popov / Reznik     | 18 – 21 | 24 – 22 | 15 – 11 |

### Groep B
| # | Ploeg                | Punten | Wedstrijden | Wedstrijden | Sets | Sets | Sets  | Spelpunten | Spelpunten | Spelpunten |
| # | Ploeg                | Punten | W           | V           | W    | V    | Ratio | W          | V          | Ratio      |
| - | -------------------- | ------ | ----------- | ----------- | ---- | ---- | ----- | ---------- | ---------- | ---------- |
| 1 | Herrera / Gavira     | 6      | 3           | 0           | 6    | 2    | 3,000 | 163        | 146        | 1,116      |
| 2 | Bello / Bello        | 5      | 2           | 1           | 5    | 2    | 2,500 | 146        | 117        | 1,248      |
| 3 | Marchetto / Windisch | 4      | 1           | 2           | 3    | 4    | 0,750 | 120        | 131        | 0,916      |
| 4 | Schnetzer / Kindl    | 3      | 0           | 3           | 0    | 6    | 0,000 | 91         | 126        | 0,722      |

| Datum       |                      | Score |                   | Set 1   | Set 2   | Set 3   |
| ----------- | -------------------- | ----- | ----------------- | ------- | ------- | ------- |
| 14 augustus | Marchetto / Windisch | 2 – 0 | Schnetzer / Kindl | 21 – 17 | 21 – 15 |         |
| 14 augustus | Herrera / Gavira     | 2 – 1 | Bello / Bello     | 21 – 23 | 26 – 24 | 17 – 15 |
| 15 augustus | Marchetto / Windisch | 0 – 2 | Bello / Bello     | 10 – 21 | 12 – 21 |         |
| 15 augustus | Herrera / Gavira     | 2 – 0 | Schnetzer / Kindl | 21 – 10 | 21 – 18 |         |
| 15 augustus | Bello / Bello        | 2 – 0 | Schnetzer / Kindl | 21 – 15 | 21 – 16 |         |
| 15 augustus | Marchetto / Windisch | 1 – 2 | Herrera / Gavira  | 21 – 18 | 20 – 22 | 15 – 17 |

### Groep C
| # | Ploeg                | Punten | Wedstrijden | Wedstrijden | Sets | Sets | Sets  | Spelpunten | Spelpunten | Spelpunten |
| # | Ploeg                | Punten | W           | V           | W    | V    | Ratio | W          | V          | Ratio      |
| - | -------------------- | ------ | ----------- | ----------- | ---- | ---- | ----- | ---------- | ---------- | ---------- |
| 1 | Ehlers / Wickler     | 6      | 3           | 0           | 6    | 0    | MAX   | 126        | 93         | 1,355      |
| 2 | Penninga / Heemskerk | 4      | 1           | 2           | 3    | 5    | 0,600 | 141        | 143        | 0,986      |
| 3 | Mol / Berntsen       | 4      | 1           | 2           | 3    | 5    | 0,600 | 135        | 144        | 0,938      |
| 4 | Semerád / Dumek      | 4      | 1           | 2           | 3    | 5    | 0,600 | 131        | 153        | 0,856      |

| Datum       |                  | Score |                      | Set 1   | Set 2   | Set 3   |
| ----------- | ---------------- | ----- | -------------------- | ------- | ------- | ------- |
| 14 augustus | Mol / Berntsen   | 2 – 1 | Semerád / Dumek      | 24 – 22 | 19 – 21 | 15 – 7  |
| 14 augustus | Ehlers / Wickler | 2 – 0 | Penninga / Heemskerk | 21 – 18 | 21 – 18 |         |
| 15 augustus | Mol / Berntsen   | 1 – 2 | Penninga / Heemskerk | 19 – 21 | 21 – 16 | 9 – 15  |
| 15 augustus | Ehlers / Wickler | 2 – 0 | Semerád / Dumek      | 21 – 19 | 21 – 10 |         |
| 15 augustus | Ehlers / Wickler | 2 – 0 | Mol / Berntsen       | 21 – 15 | 21 – 13 |         |
| 15 augustus | Semerád / Dumek  | 2 – 1 | Penninga / Heemskerk | 16 – 21 | 21 – 19 | 15 – 13 |

### Groep D
| # | Ploeg                 | Punten | Wedstrijden | Wedstrijden | Sets | Sets | Sets  | Spelpunten | Spelpunten | Spelpunten |
| # | Ploeg                 | Punten | W           | V           | W    | V    | Ratio | W          | V          | Ratio      |
| - | --------------------- | ------ | ----------- | ----------- | ---- | ---- | ----- | ---------- | ---------- | ---------- |
| 1 | Van de Velde / Immers | 6      | 3           | 0           | 6    | 0    | MAX   | 126        | 98         | 1,286      |
| 2 | Kantor / Zdybek       | 5      | 2           | 1           | 4    | 3    | 1,333 | 129        | 122        | 1,057      |
| 3 | Dal Corso / Viscovich | 4      | 1           | 2           | 3    | 5    | 0,600 | 136        | 144        | 0,944      |
| 4 | Henning / Just        | 3      | 0           | 3           | 1    | 6    | 0,167 | 112        | 139        | 0,806      |

| Datum       |                       | Score |                       | Set 1   | Set 2   | Set 3   |
| ----------- | --------------------- | ----- | --------------------- | ------- | ------- | ------- |
| 14 augustus | Dal Corso / Viscovich | 1 – 2 | Kantor / Zdybek       | 14 – 21 | 21 – 18 | 13 – 15 |
| 14 augustus | Van de Velde / Immers | 2 – 0 | Henning / Just        | 21 – 15 | 21 – 17 |         |
| 15 augustus | Van de Velde / Immers | 2 – 0 | Kantor / Zdybek       | 21 – 16 | 21 – 17 |         |
| 15 augustus | Dal Corso / Viscovich | 2 – 1 | Henning / Just        | 21 – 17 | 19 – 21 | 15 – 10 |
| 15 augustus | Kantor / Zdybek       | 2 – 0 | Henning / Just        | 21 – 17 | 21 – 15 |         |
| 15 augustus | Van de Velde / Immers | 2 – 0 | Dal Corso / Viscovich | 21 – 14 | 21 – 19 |         |

### Groep E
| # | Ploeg                 | Punten | Wedstrijden | Wedstrijden | Sets | Sets | Sets  | Spelpunten | Spelpunten | Spelpunten |
| # | Ploeg                 | Punten | W           | V           | W    | V    | Ratio | W          | V          | Ratio      |
| - | --------------------- | ------ | ----------- | ----------- | ---- | ---- | ----- | ---------- | ---------- | ---------- |
| 1 | Stankevičius / Knašas | 6      | 3           | 0           | 6    | 2    | 3,000 | 152        | 139        | 1,094      |
| 2 | Boermans / De Groot   | 5      | 2           | 1           | 5    | 2    | 2,500 | 135        | 114        | 1,184      |
| 3 | Janiak / Brozyniak    | 4      | 1           | 2           | 2    | 4    | 0,500 | 106        | 121        | 0,876      |
| 4 | Pedrosa / Campos      | 3      | 0           | 3           | 1    | 6    | 0,167 | 123        | 142        | 0,866      |

| Datum       |                     | Score |                       | Set 1   | Set 2   | Set 3   |
| ----------- | ------------------- | ----- | --------------------- | ------- | ------- | ------- |
| 14 augustus | Pedrosa / Campos    | 1 – 2 | Stankevičius / Knašas | 21 – 19 | 19 – 21 | 15 – 17 |
| 14 augustus | Boermans / De Groot | 2 – 0 | Janiak / Brozyniak    | 21 – 17 | 21 – 13 |         |
| 15 augustus | Boermans / De Groot | 1 – 2 | Stankevičius / Knašas | 17 – 21 | 21 – 17 | 13 – 15 |
| 15 augustus | Janiak / Brozyniak  | 2 – 0 | Pedrosa / Campos      | 22 – 20 | 21 – 17 |         |
| 15 augustus | Boermans / De Groot | 2 – 0 | Pedrosa / Campos      | 21 – 16 | 21 – 15 |         |
| 15 augustus | Janiak / Brozyniak  | 0 – 2 | Stankevičius / Knašas | 18 – 21 | 15 – 21 |         |

### Groep F
| # | Ploeg              | Punten | Wedstrijden | Wedstrijden | Sets | Sets | Sets  | Spelpunten | Spelpunten | Spelpunten |
| # | Ploeg              | Punten | W           | V           | W    | V    | Ratio | W          | V          | Ratio      |
| - | ------------------ | ------ | ----------- | ----------- | ---- | ---- | ----- | ---------- | ---------- | ---------- |
| 1 | Šépka / Sedlák     | 6      | 3           | 0           | 6    | 1    | 6,000 | 145        | 92         | 1,576      |
| 2 | Brouwer / Meeuwsen | 5      | 2           | 1           | 5    | 3    | 1,667 | 153        | 111        | 1,378      |
| 3 | Métral / Haussener | 4      | 1           | 2           | 3    | 4    | 0,750 | 128        | 126        | 1,016      |
| 4 | Łosiak / Bryl      | 3      | 0           | 3           | 0    | 6    | 0,000 | 29         | 126        | 0,230      |

| Datum       |                    | Score |                    | Set 1   | Set 2   | Set 3   |
| ----------- | ------------------ | ----- | ------------------ | ------- | ------- | ------- |
| 14 augustus | Łosiak / Bryl      | 0 – 2 | Métral / Haussener | 14 – 21 | 15 – 21 |         |
| 14 augustus | Brouwer / Meeuwsen | 1 – 2 | Šépka / Sedlák     | 26 – 24 | 16 – 21 | 14 – 16 |
| 15 augustus | Brouwer / Meeuwsen | 2 – 1 | Métral / Haussener | 16 – 21 | 24 – 22 | 15 – 7  |
| 15 augustus | Łosiak / Bryl      | 0 – 2 | Šépka / Sedlák     |         |         |         |
| 15 augustus | Šépka / Sedlák     | 2 – 0 | Métral / Haussener | 21 – 19 | 21 – 17 |         |
| 15 augustus | Łosiak / Bryl      | 0 – 2 | Brouwer / Meeuwsen |         |         |         |

### Groep G
| # | Ploeg                | Punten | Wedstrijden | Wedstrijden | Sets | Sets | Sets  | Spelpunten | Spelpunten | Spelpunten |
| # | Ploeg                | Punten | W           | V           | W    | V    | Ratio | W          | V          | Ratio      |
| - | -------------------- | ------ | ----------- | ----------- | ---- | ---- | ----- | ---------- | ---------- | ---------- |
| 1 | Cottafava / Nicolai  | 6      | 3           | 0           | 6    | 2    | 3,000 | 155        | 110        | 1,409      |
| 2 | Hörl / Horst         | 5      | 2           | 1           | 5    | 3    | 1,667 | 136        | 143        | 0,951      |
| 3 | Rotar / Gauthier-Rat | 4      | 1           | 2           | 4    | 4    | 1,000 | 129        | 144        | 0,896      |
| 4 | Sengers / Boehlé     | 3      | 0           | 3           | 0    | 6    | 0,000 | 104        | 127        | 0,819      |

| Datum       |                      | Score |                      | Set 1   | Set 2   | Set 3   |
| ----------- | -------------------- | ----- | -------------------- | ------- | ------- | ------- |
| 14 augustus | Rotar / Gauthier-Rat | 1 – 2 | Hörl / Horst         | 21 – 13 | 19 – 21 | 13 – 15 |
| 14 augustus | Cottafava / Nicolai  | 2 – 0 | Sengers / Boehlé     | 21 – 14 | 21 – 18 |         |
| 15 augustus | Rotar / Gauthier-Rat | 2 – 0 | Sengers / Boehlé     | 22 – 20 | 21 – 18 |         |
| 15 augustus | Cottafava / Nicolai  | 2 – 1 | Hörl / Horst         | 21 – 11 | 20 – 22 | 15 – 12 |
| 15 augustus | Cottafava / Nicolai  | 2 – 1 | Rotar / Gauthier-Rat | 21 – 23 | 21 – 10 |         |
| 15 augustus | Hörl / Horst         | 2 – 0 | Sengers / Boehlé     | 21 – 15 | 21 – 19 |         |

### Groep H
| # | Ploeg                 | Punten | Wedstrijden | Wedstrijden | Sets | Sets | Sets  | Spelpunten | Spelpunten | Spelpunten |
| # | Ploeg                 | Punten | W           | V           | W    | V    | Ratio | W          | V          | Ratio      |
| - | --------------------- | ------ | ----------- | ----------- | ---- | ---- | ----- | ---------- | ---------- | ---------- |
| 1 | Pļaviņš / Fokerots    | 6      | 3           | 0           | 6    | 2    | 3,000 | 152        | 118        | 1,288      |
| 2 | Hammarberg / Waller   | 5      | 2           | 1           | 5    | 2    | 2,500 | 135        | 82         | 1,646      |
| 3 | Krattiger / Breer     | 4      | 1           | 2           | 3    | 4    | 0,750 | 121        | 97         | 1,247      |
| 4 | Pfretzschner / Winter | 3      | 0           | 3           | 0    | 6    | 0,000 | 15         | 126        | 0,119      |

| Datum       |                       | Score |                     | Set 1   | Set 2   | Set 3   |
| ----------- | --------------------- | ----- | ------------------- | ------- | ------- | ------- |
| 14 augustus | Pfretzschner / Winter | 0 – 2 | Pļaviņš / Fokerots  | 15 – 21 |         |         |
| 14 augustus | Hammarberg / Waller   | 2 – 9 | Krattiger / Breer   | 21 – 16 | 21 – 11 |         |
| 15 augustus | Pfretzschner / Winter | 0 – 2 | Krattiger / Breer   |         |         |         |
| 15 augustus | Hammarberg / Waller   | 1 – 2 | Pļaviņš / Fokerots  | 21 – 15 | 13 – 21 | 17 – 19 |
| 15 augustus | Pfretzschner / Winter | 0 – 2 | Hammarberg / Waller |         |         |         |
| 15 augustus | Krattiger / Breer     | 1 – 2 | Pļaviņš / Fokerots  | 21 – 19 | 19 – 21 | 12 – 15 |

## Knockoutfase

### Tussenronde
| Datum       | Wedstrijd | Team 1              | Score | Team 2                | Set 1   | Set 2   | Set 3   |
| ----------- | --------- | ------------------- | ----- | --------------------- | ------- | ------- | ------- |
| 16 augustus | 1         | Hammarberg / Waller | 2 – 0 | Popov / Reznik        | 21 – 8  | 21 – 10 |         |
| 16 augustus | 2         | Ayé / Bassereau     | 1 – 2 | Krattiger / Breer     | 21 – 18 | 17 – 21 | 11 – 15 |
| 16 augustus | 3         | Kantor / Zdybek     | 1 – 2 | Métral / Haussener    | 16 – 21 | 21 – 19 | 14 – 16 |
| 16 augustus | 4         | Brouwer / Meeuwsen  | 2 – 1 | Dal Corso / Viscovich | 21 – 17 | 19 – 21 | 18 – 16 |
| 16 augustus | 5         | Boermans / De Groot | 2 – 0 | Penninga / Heemskerk  | 21 – 14 | 21 – 15 |         |
| 16 augustus | 6         | Mol / Berntsen      | 2 – 1 | Janiak / Brozyniak    | 21 – 17 | 17 – 21 | 15 – 12 |
| 16 augustus | 7         | Bello / Bello       | 2 – 0 | Rotar / Gauthier-Rat  |         |         |         |
| 16 augustus | 8         | Hörl / Horst        | 2 – 0 | Marchetto / Windisch  | 21 – 11 | 21 – 15 |         |

### Eindronde
| Achtste finale | Achtste finale        | Achtste finale | Achtste finale | Achtste finale |  |    | Kwartfinale           | Kwartfinale         | Kwartfinale | Kwartfinale | Kwartfinale |  |  | Halve finale | Halve finale          | Halve finale | Halve finale | Halve finale |  |              | Finale                | Finale              | Finale       | Finale       | Finale |
|                |                       |                |                |                |  |    |                       |                     |             |             |             |  |  |              |                       |              |              |              |  |              |                       |                     |              |              |        |
| 22             | Šépka / Sedlák        | 21             | 21             |                |  |    |                       |                     |             |             |             |  |  |              |                       |              |              |              |  |              |                       |                     |              |              |        |
| 27             | Métral / Haussener    | 17             | 13             |                |  |    | 22                    | Šépka / Sedlák      | 15          | 12          |             |  |  |              |                       |              |              |              |  |              |                       |                     |              |              |        |
| 4              | Van de Velde / Immers | 18             | 21             | 15             |  | 4  | Van de Velde / Immers | 21                  | 21          |             |             |  |  |              |                       |              |              |              |  |              |                       |                     |              |              |        |
| 11             | Brouwer / Meeuwsen    | 21             | 14             | 11             |  |    |                       |                     |             |             |             |  |  | 4            | Van de Velde / Immers | 19           | 19           |              |  |              |                       |                     |              |              |        |
| 17             | Luini / Varenhorst    | 21             | 22             |                |  |    |                       |                     |             |             |             |  |  | 25           | Pļaviņš / Fokerots    | 21           | 21           |              |  |              |                       |                     |              |              |        |
| 9              | Hammarberg / Waller   | 16             | 20             |                |  |    | 17                    | Luini / Varenhorst  | 15          | 10          |             |  |  |              |                       |              |              |              |  |              |                       |                     |              |              |        |
| 25             | Pļaviņš / Fokerots    | 21             | 21             |                |  | 25 | Pļaviņš / Fokerots    | 21                  | 21          |             |             |  |  |              |                       |              |              |              |  |              |                       |                     |              |              |        |
| 24             | Krattiger / Breer     | 18             | 18             |                |  |    |                       |                     |             |             |             |  |  |              |                       |              |              |              |  |              | 25                    | Pļaviņš / Fokerots  | 17           | 22           | 15     |
| 3              | Ehlers / Wickler      | 21             | 21             |                |  |    |                       |                     |             |             |             |  |  |              |                       |              |              |              |  |              | 3                     | Ehlers / Wickler    | 21           | 20           | 5      |
| 5              | Boermans / De Groot   | 16             | 15             |                |  |    | 3                     | Ehlers / Wickler    | 21          | 21          |             |  |  |              |                       |              |              |              |  |              |                       |                     |              |              |        |
| 28             | Stankevičius / Knašas | 14             | 23             |                |  | 14 | Mol / Berntsen        | 18                  | 18          |             |             |  |  |              |                       |              |              |              |  |              |                       |                     |              |              |        |
| 14             | Mol / Berntsen        | 21             | 25             |                |  |    |                       |                     |             |             |             |  |  | 3            | Ehlers / Wickler      | 18           | 21           | 16           |  |              |                       |                     |              |              |        |
| 7              | Cottafava / Nicolai   | 21             | 21             |                |  |    |                       |                     |             |             |             |  |  | 7            | Cottafava / Nicolai   | 21           | 17           | 14           |  |              |                       |                     |              |              |        |
| 18             | Bello / Bello         | 19             | 18             |                |  |    | 7                     | Cottafava / Nicolai | 21          | 21          | 15          |  |  |              |                       |              |              |              |  | Troostfinale | Troostfinale          | Troostfinale        | Troostfinale | Troostfinale |        |
| 15             | Herrera / Gavira      | 21             | 21             |                |  | 15 | Herrera / Gavira      | 23                  | 17          | 13          |             |  |  |              |                       |              |              |              |  | 4            | Van de Velde / Immers | 21                  | 17           | 16           |        |
| 23             | Hörl / Horst          | 12             | 16             |                |  |    |                       |                     |             |             |             |  |  |              |                       |              |              |              |  |              | 7                     | Cottafava / Nicolai | 17           | 21           | 14     |